# Манява-Скит

## Створення
Пам'ятка природи «Манява-Скит» (втрачена) була оголошена рішенням Івано-Франківського Облвиконкому № 264 від 7.07.1972 року на землях Солотвинського лісокомбінату (на території Манявського лісництва), біля руїн старого 
монастиря.
Відповідно до Постанови Ради Міністрів УРСР від 14 жовтня 1975 р. N 780-р «Про доповнення списку пам'яток природи                    республіканського значення, що беруться під охорону держави» надано статус комплексної пам'ятки природи республіканського значення.
Відповідно до Постанови Ради Міністрів УРСР  від 16 грудня 1982 р. N 617 «Про доповнення переліку державних заказників Української РСР» пам'ятка увійшла до складу лісового державного заказника Урочище Скит-Манявський.

## Характеристика
Площа – 2 га. Єдине в області місце зростання модрини польської - виду, раніше занесеного до "Червоної книги СРСР", а тепер до Червоної книги України.                                     

## Скасування
Станом на 1.01.2016 року об'єкт не міститься в офіційних переліках територій та об'єктів природно-заповідного фонду, оприлюднених на Єдиному державному вебпорталі відкритих даних http://data.gov.ua/ [Архівовано 4 травня 2016 у Wayback Machine.]. Проте ні в Міністерстві екології та природних ресурсів України, ні у Департаменті екології та природних ресурсів Івано-Франківської обласної державної адміністрації відсутня інформація про те, коли і яким саме рішенням було скасовано даний об'єкт природно-заповідного фонду. Таким чином, причина та дата скасування на сьогодні не відома. 